# Багдулов, Магомедрасул Ибрагимович
Магомедрасул Ибрагимович Багдулов (1 января 1931 года, Чох, Гунибский район, Дагестанская АССР, РСФСР, СССР — 19 декабря 2012 года, Махачкала, Дагестан, Россия) — дагестанский советский и российский актер театра и кино. Заслуженный артист Российской Федерации (2003). Народный артист Дагестана (1997).

## Биография
Родился 1 января 1931 года в селе Чох Гунибского района.
В 1950—1955 годах учился в ГИТИСе.
С 1955 года по 2012 год — актёр Аварского музыкально-драматического театра им. Гамзата Цадасы, сыграл более 50 ролей.
Скончался 19 декабря 2012 года.

## Награды и звания
- Заслуженный артист Дагестанской АССР (1960).
- Народный артист Дагестана (1997).
- Заслуженный артист Российской Федерации (2003)[2].